# Lalla Salma
Lalla Salma (nata Salma Bennani, in arabo سلمى بناني‎?; Fès, 10 maggio 1978) è l'ex moglie di Muhammad VI, re del Marocco, e detiene il titolo di principessa consorte di Marocco dal 2002.
È la prima consorte di un sovrano marocchino ad essere pubblicamente riconosciuta.

## Biografia

### Gioventù e carriera

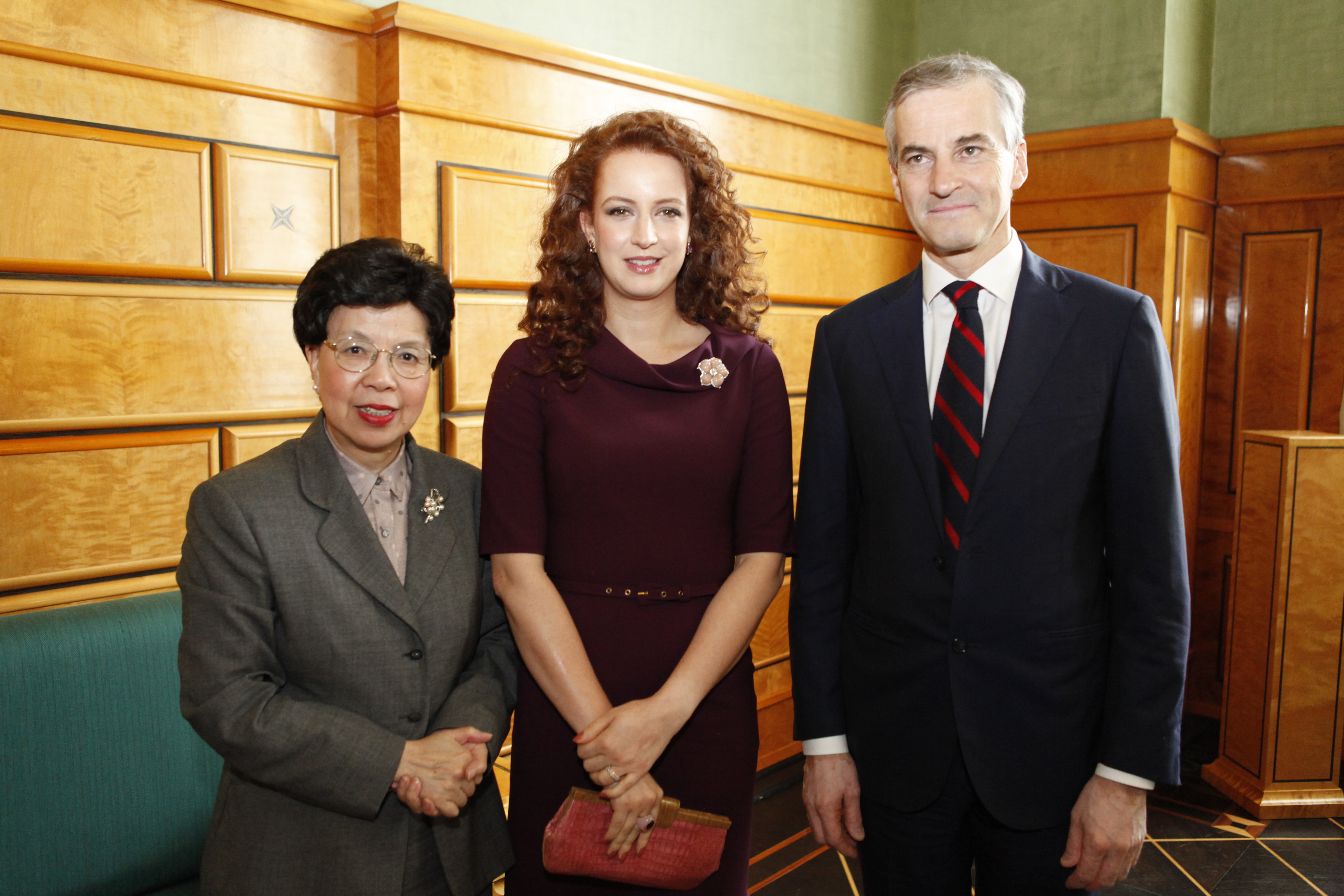
Margaret Chan, Salma e Jonas Gahr Støre prima della 65ª Assemblea Mondiale della Sanità nel 2012

È nata nel 1978 a Fès da un'antica famiglia della città, figlia di Abdelhamid Bennani (circa 1940), insegnante all'École Normale Supérieure della città, e di Naïma Bensouda (circa 1950-1981). Ha una sorella maggiore, Meryem, di professione medico, e dopo la morte di sua madre venne cresciuta a Rabat dalla nonna materna, Fatma Abdellaoui Maâne (circa 1930). Ha tre sorellastre nate dal secondo matrimonio di suo padre.
Studiò in una scuola elementare privata situata nella capitale, dove visse per un periodo anche con la cugina Saira. Nel 1995 si diplomò al Lycée Hassan II con il massimo dei voti in matematica e scienze. Frequentò per due anni un corso preparatorio presso il Lycée Moulay Yousef, per poi conseguire il diploma di ingegnere di Stato in informatica nel 2000, all'École Nationale Supérieure d'Informatique et d'Analyse des Systèmes. Nei panni di valedictorian, tenne il discorso di commiato alla cerimonia di laurea.
Parla fluentemente in arabo, francese, inglese e ha conoscenze basilari dello spagnolo. Lavorò a Casablanca come ingegnere dei servizi informativi all'Omnium North Africa Group, la più grande società privata del paese, controllata in parte dalla famiglia reale.

### Principessa del Marocco

#### Matrimonio e attività
Nel 1999 conobbe Muhammad VI del Marocco a una festa privata. Il fidanzamento ufficiale venne annunciato il 12 ottobre 2001 e si sposarono il 12 luglio 2002 nel palazzo reale di Rabat. Fu la prima volta in Marocco che il nome di una consorte di un sovrano veniva reso noto al pubblico.

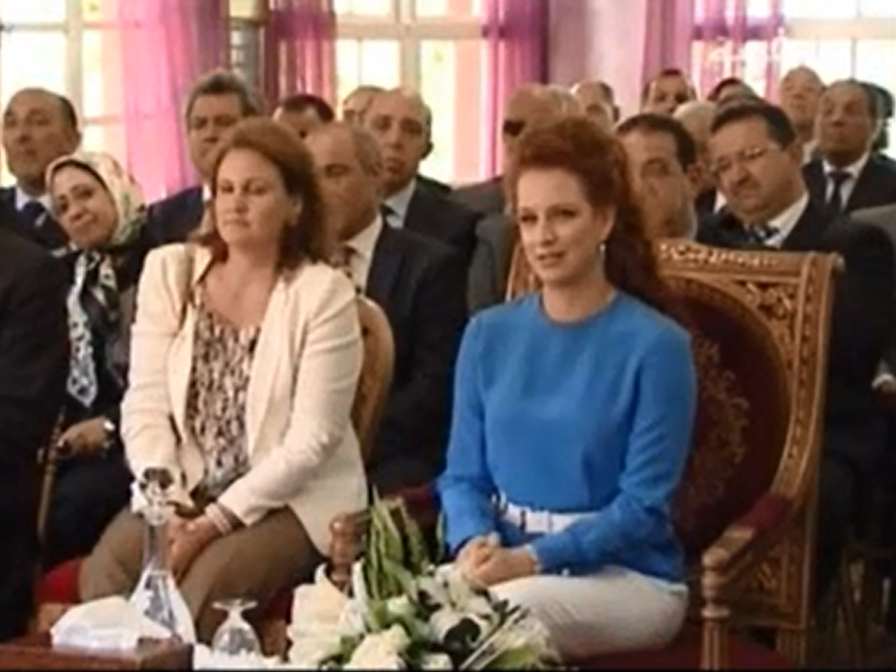
Lalla Zineb e Lalla Salma nel 2013

È stata la prima moglie di un sovrano marocchino attiva pubblicamente. Nel settembre 2005 creò la Lalla Salma Foundation - Prevention and Treatment of Cancers per la sensibilizzazione sul cancro, con la quale ha organizzato il primo registro nazionale sui tumori. La fondazione è membro dell'Unione per il Controllo Internazionale del Cancro (UICC) dal 2006 e aderì alla Framework Convention Alliance (FCA) nel 2008.
Dal luglio 2006 ricopre il ruolo di Ambasciatrice di Buona Volontà dell'Organizzazione mondiale della sanità (OMS) per la Promozione della Cura del Cancro e la Prevenzione. Nel 2010 fu insignita del premio della Carta di Parigi contro il cancro dall'oncologo David Khayat. L'anno seguente la rivista londinese The Middle East la inserì nell'elenco delle 50 personalità più influenti del mondo arabo.
Nel maggio 2017 ricevette da Mahmoud Fikri, Direttore Regionale dell'OMS per il Mediterraneo orientale, una medaglia d'oro per i suoi contributi nella lotta al cancro. Si attivò anche nella prevenzione dell'HIV/AIDS in Africa e le è stato conferito lo Sharjah Award for Voluntary Work.

#### Divorzio dal re

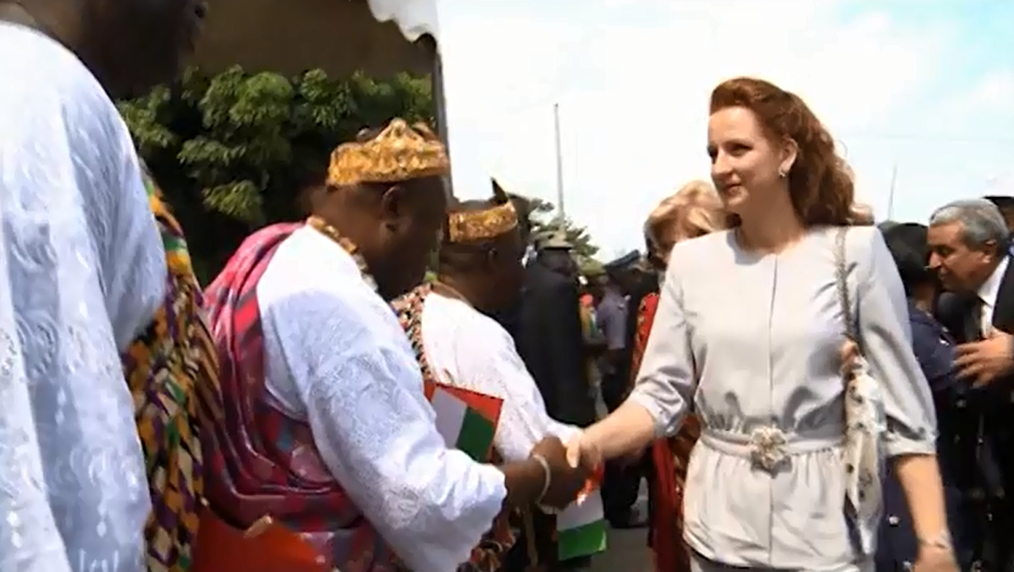
Lalla Salma nel 2014

La principessa ha visitato numerosi paesi al fianco del marito, che rappresentò anche in eventi ufficiali quali l'investitura di Willem-Alexander dei Paesi Bassi nel 2013. Ha iniziato a scomparire dalla scena pubblica nel 2018, alimentando le voci dei media su un presunto divorzio dal re.
La sua ultima apparizione pubblica risaliva al mese di dicembre 2017, quando presenziò a una mostra del Musée Mohammed VI d'art moderne et contemporain in memoria di Mohamed Amine Demnati. Nel marzo 2018 il settimanale spagnolo ¡Hola! parlò del divorzio della coppia, citando fonti vicine alla casa reale.
Il 15 aprile 2019 Lalla Salma si recò da Marrakech in visita non ufficiale al centro oncologico di Ouled M'Barek. Nel luglio dello stesso anno, l'avvocato del re Muhammad VI, Éric Dupond-Moretti, rilasciò un comunicato che la menzionava come "ex moglie" del sovrano. Nonostante il divorzio continua a detenere il titolo principesco.

## Discendenza
Lalla Salma e Muhammad VI del Marocco hanno avuto un figlio e una figlia:
- Hassan (8 maggio 2003);
- Khadija (28 febbraio 2007).

## Titoli e trattamento
- 12 luglio 2002 - 21 marzo 2018: Sua Altezza Reale, la principessa del Marocco

## Ascendenza
|                        |     |     | Genitori |  |  | Nonni |  |  | Bisnonni |  |  | Trisnonni |  |
|                        |     |     |          |  |  |       |  |  | ...      |  |  | ...       |  |
|                        |     |     |          |  |  |       |  |  | ...      |  |  | ...       |  |
|                        |     | ... |          |  |  |       |  |  | ...      |  |  |           |  |
| ...                    |     |     |          |  |  |       |  |  | ...      |  |  |           |  |
|                        |     | ... | ...      |  |  |       |  |  |          |  |  |           |  |
|                        |     | ... | ...      |  |  |       |  |  |          |  |  |           |  |
|                        |     | ... | ...      |  |  |       |  |  |          |  |  |           |  |
| Abdelhamid Benanni     |     | ... |          |  |  |       |  |  |          |  |  |           |  |
|                        |     | ... | ...      |  |  |       |  |  |          |  |  |           |  |
|                        |     | ... | ...      |  |  |       |  |  |          |  |  |           |  |
|                        |     | ... | ...      |  |  |       |  |  |          |  |  |           |  |
| ...                    |     | ... |          |  |  |       |  |  |          |  |  |           |  |
|                        |     | ... | ...      |  |  |       |  |  |          |  |  |           |  |
|                        |     | ... | ...      |  |  |       |  |  |          |  |  |           |  |
|                        |     | ... | ...      |  |  |       |  |  |          |  |  |           |  |
| Lalla Salma            |     | ... |          |  |  |       |  |  |          |  |  |           |  |
|                        | ... | ... |          |  |  |       |  |  |          |  |  |           |  |
|                        | ... | ... |          |  |  |       |  |  |          |  |  |           |  |
|                        | ... | ... |          |  |  |       |  |  |          |  |  |           |  |
| N. Bensouda            | ... |     |          |  |  |       |  |  |          |  |  |           |  |
|                        |     | ... | ...      |  |  |       |  |  |          |  |  |           |  |
|                        |     | ... | ...      |  |  |       |  |  |          |  |  |           |  |
|                        |     | ... | ...      |  |  |       |  |  |          |  |  |           |  |
| Naïma Bensouda         |     | ... |          |  |  |       |  |  |          |  |  |           |  |
|                        |     | ... | ...      |  |  |       |  |  |          |  |  |           |  |
|                        |     | ... | ...      |  |  |       |  |  |          |  |  |           |  |
|                        |     | ... | ...      |  |  |       |  |  |          |  |  |           |  |
| Fatma Abdellaoui Maâne |     | ... |          |  |  |       |  |  |          |  |  |           |  |
|                        |     | ... | ...      |  |  |       |  |  |          |  |  |           |  |
|                        |     | ... | ...      |  |  |       |  |  |          |  |  |           |  |
|                        |     | ... | ...      |  |  |       |  |  |          |  |  |           |  |
|                        |     | ... |          |  |  |       |  |  |          |  |  |           |  |

## Onorificenze

### Altri riconoscimenti
- Premio della Carta di Parigi contro il cancro (2010);[9]
- È stata inclusa nell'elenco delle 50 personalità più influenti del mondo arabo dalla rivista The Middle East (2011);[9]
- Sharjah Award for Voluntary Work (2008).[3]